# جوانا
جوانا (بالبرتغالية: Joanna‏) هي مغنية وموسيقية برازيلية، ولدت في 27 يناير 1957 في ريو دي جانيرو في البرازيل.

## وصلات خارجية
- الموقع الرسمي
- جوانا على موقع ميوزك برينز (الإنجليزية)
- جوانا على موقع أول ميوزيك (الإنجليزية)
- جوانا على موقع ديسكوغز (الإنجليزية)